# Dometorina elongata
Dometorina elongata är en kvalsterart som beskrevs av Balogh och Csiszár 1963. Dometorina elongata ingår i släktet Dometorina och familjen Hemileiidae. Inga underarter finns listade i Catalogue of Life.